# Paul Léon Aclocque
Pour les articles homonymes, voir Aclocque.
Paul Léon Aclocque, né le 19 janvier 1834 à Montdidier (Somme) et mort le 23 mars 1893 à Paris 16e arrondissement, est un militaire, homme politique, industriel et peintre français.

## Biographie
La carrière de Paul Léon Aclocque est complexe : militaire, industriel et homme politique, il mène en parallèle une carrière de peintre et effectue des recherches géologiques.

### Le militaire
Fils de Jacques Aclocque, 51 ans, directeur des contributions indirectes, et de Cécile Sophie Durand d'Arsonval, 35 ans, il fait ses études secondaires à l'institution Saint-Joseph du Grand-Montrouge et entre en 1854 à l'École spéciale militaire de Saint-Cyr puis à l'école d'application d'état-major. Il est officier d'état-major jusqu'en 1857, année de sa démission.

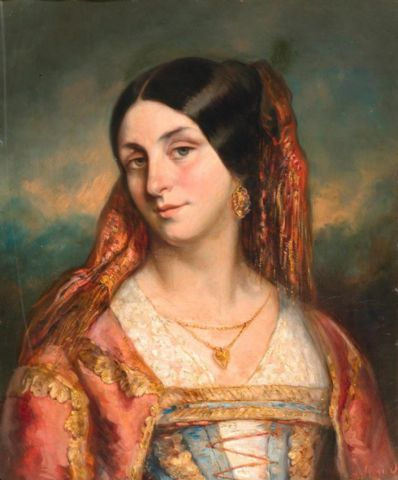
Portrait d'une jeune Italienne ou Espagnole (nd)

En 1865, il épouse Marguerite Tessier (qui se remariera au général Marius Moutz, inspecteur général de la télégraphie militaire).
Lors de la guerre franco-allemande de 1870, il est nommé chef de bataillon en août 1870 puis lieutenant-colonel en octobre de la Garde nationale mobile de l'Ariège et commande le 69e régiment de mobiles,. Il participe aux campagnes de la Loire et des Vosges.
Chevalier de la Légion d'honneur en 1870, il est promu Officier en 1878.

### Le peintre
Il se lance dans la peinture. Il est l'élève de François Édouard Picot,.
Médaille de bronze en portrait à l'exposition de Rouen de 1860.

### Le maître de forges
Il contribue à la fondation des établissements métallurgiques de l'Ariège. Il est successivement administrateur-délégué de la Société métallurgique de l'Ariège constituée en 1867 à Pamiers puis président du conseil d'administration de cette firme métallurgique. Il est aussi administrateur en 1883 puis vice-président de la Compagnie française des mines du Laurion. Il est trésorier du comité des forges. Partisan du protectionnisme, il est l'un des fondateurs de l'Association de l'industrie et de l'agriculture françaises, qu'il préside de 1888 à son décès.

### L'homme politique
Après la guerre franco-allemande de 1870, il commence une carrière politique, tout en continuant ses autres activités. Député de l'Ariège en 1871, il siège au centre gauche, puis à partir du 24 mai 1873 au centre-droit. Il vote comme les conservateurs orléanistes de l'Assemblée, sauf, pourtant, le 25 février 1875, lorsqu'il vote la Constitution, de concert avec d'autres membres dissidents du Centre droit. Il échoue aux élections sénatoriales de février 1876 dans l'Ardèche. Le même mois, il est élu député dans l'arrondissement de Foix, comme candidat « constitutionnel », contre un candidat républicain. Il siège de nouveau dans le groupe dit « constitutionnel », et est candidat officiel du maréchal Patrice de Mac Mahon après la  crise du 16 mai 1877 mais il est battu par le candidat républicain Hippolyte Anglade. Il échoue à nouveau à se faire réélire en 1885.

#### Mandats
Il est élu :
- député de l'Ariège, arrondissement de Foix (8 février 1871-25 juin 1877)
- conseiller général du canton de Vicdessos (1877-1883)
- conseiller municipal (conservateur) de Paris, quartier de la Muette (1883-1884)

### Fratrie
Son frère, Charles-Paul-Jacques Aclocque, est écrivain et littérateur, il utilise différents pseudonymes dont celui de « Charles d'Amézeuil » (Miss Putiphar, Les Chasseurs excentriques, souvenirs de chasse, Les Parias de l'amour, L'Amour en partie double, Récits bretons, Légendes bretonnes: souvenirs du Morbihan La Braconnière, souvenirs de chasses, Les Amours de contrebande: scènes de la vie réelle, Comment l'esprit vient aux bêtes. Ce que l'on voit en chassant...),.

### Œuvres

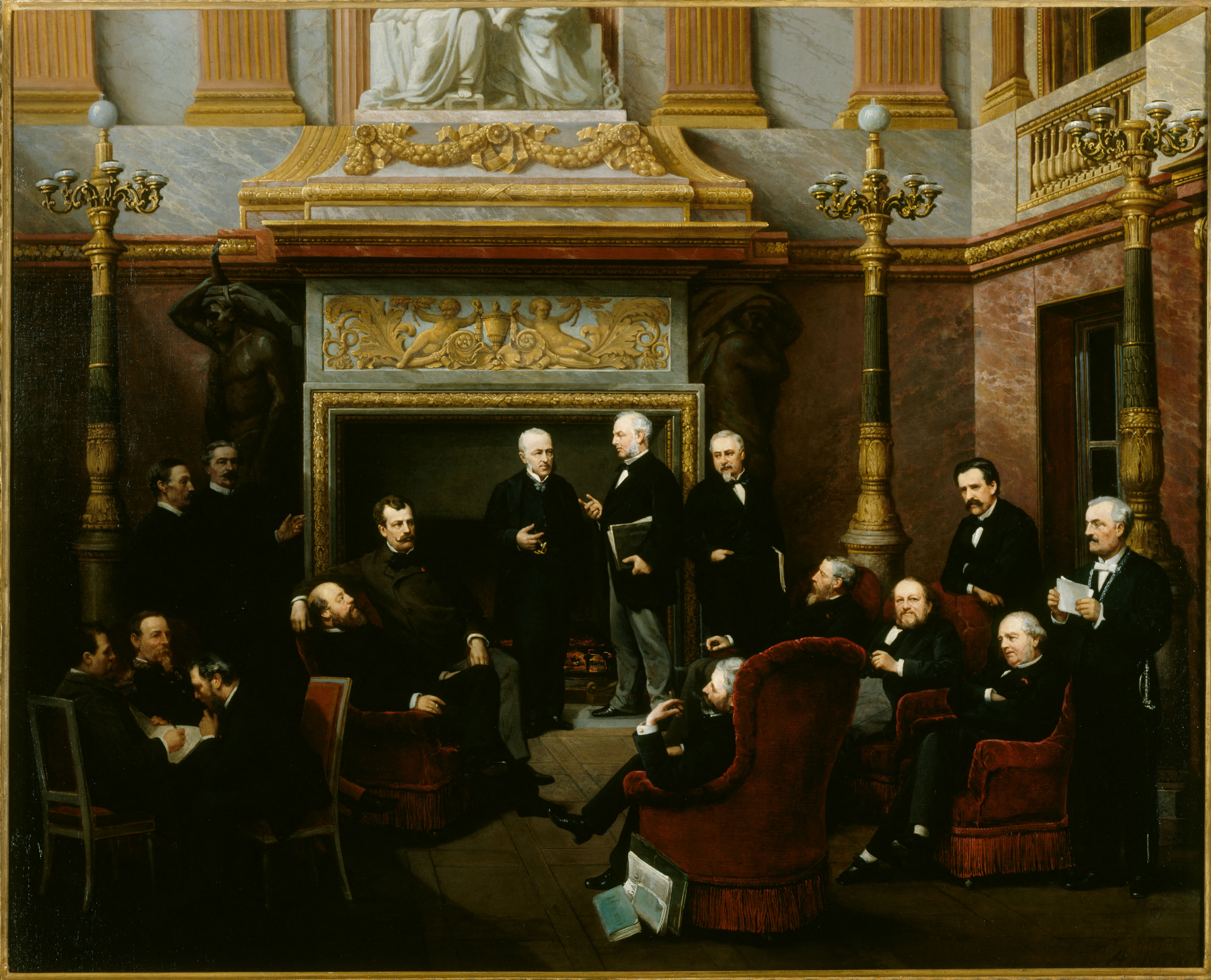
Le fumoir de l'Assemblée nationale au château de Versailles en 1876.

#### Peintures
- Portrait du général Borel[8]
- Portrait d'une jeune Italienne ou Espagnole (Portrait einer jungen Italienerin oder Spanierin)[15]
- Portrait du capitaine Moreau, huile sur toile, 1861, musée des beaux-arts de Chambéry[16]
- Portrait de M. Vandier, sénateur, 1875[4]
- Fumoir de l'Assemblée nationale au Palais de Versailles, 1876, huile[17], musée Carnavalet[18]
- Portrait de M Azaïs, commandant de la garde républicaine, 1883[4]

#### Publications
- Origine et composition du globe terrestre: notions élémentaires de géologie, J. Galy, 1870 - 276 p.[2]
- Discours prononcés à l'Assemblée nationale, par M. P. Aclocque, député de l'Ariège, Wittersheim, 1875
- Conférence sur la situation économique de la France: les traités de commerce et les tarifs de douane, Typ. et lithographie Pomiès, 1879, 78 p. ( Lire en ligne ).